# هايده
هایده (10 أبريل 1942 في طهران - 20 يناير 1990 في سان فرانسيسكو)، ممثلة ومغنية إيرانية.

## حياتها
درست الموسيقى الصوتية الفارسية مع السيد علي تجويدي، بدأت أنشطتها المهنية في إذاعة طهران في عام 1968. كان «أزاده» (بالفارسیة: آزاده) هو أول عمل رسمي لها والذي بدوره قام علي تجويدي بتأليف الموسيقى على القصيدة الذي كتبها «رهى معیری [الإنجليزية]».
في السنوات 1970 استمرت هايده في مهنتها في موسيقى البوب الفارسية وبذلك أصبحت إحدى المغنيات الأكثر شهرة في إيران، فقدمت عروضًا في أوروبا والولايات المتحدة ودول الجوار مثل العراق. كانت شقيقتها الصغيرة مهستى إحدى المطربات الشهيرات في إيران.
كان للمطربة الشهيرة هايده علاقة قريبة مع عائلة المك بهلوي في إيران. هربت هايده إلى لندن قبل فقرة قليلة قبل اندلاع الثورة الإسلامية الإيرانية في إيران عام 1979، وفي عام 1981 أستقرت في لوس أنجلوس في الولايات المتحدة الأمريكية.
من الأغاني المشهورة لهايده كانت: فرياد (الصرخة)، روزاى روشن خداحافظ (إلى اللقاء ايتها الايام الساطعة)، سوغاتى (الهدية) و رفتم (رِحلتٰ).
في عام 2009 قدم بجمان أكبرزاده (بالفارسیة: پژمان اکبرزاده) فيلم وثائقي عن حياة وأعمال هايده، وعرض أيضاً في مهرجانات مختلفة في الاتحاد الأوروبي والولايات المتحدة.

## وفاتها
في 20 يناير 1990 فارقت هايده الحياة في ولاية كاليفورنيا عن عمر يناهز 47 عاما إثر أزمة قلبية إذ كان لديها تاريخ من مرض السكري وارتفاع ضغط الدم. تاركة بذلك 150 عملاً فنياً ليعيد ذكراها. وصفها البعض بأم كلثوم بلاد فارس (إيران).
حضر آلاف المعجبين جنازة هايدة في لوس أنجلوس. دفنن في مقبرة حديقة ويستوود فيليدج التذكارية في لوس أنجلوس كاليفورنيا في 24 يناير 1990. كانت تسجل ألبومًا قبل وقت قصير من وفاتها وكان من المقرر أن تنتهي من تسجيله بعد عودتها من حفلتها الموسيقية في سان فرانسيسكو.

## وصلات خارجية
- هايده على موقع IMDb (الإنجليزية)
- هايده على موقع ميوزك برينز (الإنجليزية)
- هايده على موقع أول ميوزيك (الإنجليزية)
- هايده على موقع ديسكوغز (الإنجليزية)

- (بالإنجليزية) الموقع الرسمي
- هایده في التلفزيون الوطني، طهران (الفيديو، 1977)
- هایده: شانه‌هایت (اَكتافَكْ) لزولاند، لوس أنجلوس (الفیدیو، 1986)